# Концерт для фортепиано с оркестром (Чавес)
Концерт для фортепиано с оркестром ― сочинение мексиканского композитора Карлоса Чавеса, написанное им между 1938 и 1940 годами.

## История
В начале 1938 года Чавес получил грант от Мемориального фонда Джона Саймона Гуггенхайма, который оказал композитору поддержку в написании фортепианного концерта. Чавес приступил к созданию произведения весной 1938 года и к концу года уже закончил короткую партитуру. Возобновление работы над оркестровкой, однако, стало возможным только в октябре 1940 года, и Чавес внёс последние штрихи в партитуру своего концерта 31 декабря того же года. Премьера произведения состоялась в исполнении Юджина Листа с Нью-Йоркским филармоническим оркестром под управлением Димитриса Митропулоса 1 января 1942 года. Европейская премьера состоялась 6 сентября того же года в исполнении Тома Бромли и симфонического оркестра Би-би-си, дирижировал Адриан Боулт. В Мексике, на родине Чавеса, концерт был впервые сыгран 13 августа 1943 года силами пианиста Клаудио Аррау и Национального симфонического оркестра Мексики под управлением самого композитора. В 1969 году Чавес немного пересмотрел и отредактировал партитуру концерта.

## Структура
Концерт состоит из трёх частей, которые исполняются без пауз:
1. Largo non troppo — Allegro agitato — Largo non troppo
2. Molto lento — Poco meno lento — Andante tranquillo
3. Finale: Allegro non troppo

Первая часть занимает примерно две трети всего концерта, она написана в немного модифицированной форме сонатного аллегро с тридцатитактовым вступлением и каденцией, соединяющей конец раздела репризы с кодой. Главные темы части звучат преимущественно во фригийском ладу.
Вторая часть имеет медленный темп, её мотивы основаны на тематическом материале первой части.
Финал пьесы характеризуется частым использованием пауз и коротких мотивов, создающих ощущение нестабильности и напряжённости. Он разделён на три секции ― в первых двух вводятся новые темы, в то время как в третьем разделе они объединяются с содержанием первых двух частей концерта. Произведение завершается в тональности фа-диез мажор.

## Инструментовка
Концерт написан для фортепиано и оркестра, состоящего из флейты-пикколо, 2 флейт, 2 гобоев, английского рожка, 2 кларнетов, 2 фаготов, контрафагота, 4 валторн, 2 труб, бас-тромбона, тубы, литавр, колокольчиков, малого барабана, тарелок, деревянной коробочки, тенорового барабана, маракасов, клаве, ксилофона, тамбурина, бас-барабана, гонга, челесты, арфы и струнных (скрипки, альты, виолончели, контрабасы).